# Yzeure
 Yzeure  es una población y comuna francesa, situada en la Región de Auvernia-Ródano-Alpes, departamento de Allier, en el distrito de Moulins y cantón de Yzeure.

## Demografía
| Gráfica de evolución demográfica de Yzeure entre 2006 y 2018 |
|                                                              |

Fuentes: INSEE.